# 伊吹新一
伊吹 新一（いぶき しんいち、1925年3月2日 - 2012年7月26日）は、京都府京都市生まれの指揮者・音楽監督・音楽教育者。
オーケストラ・合唱・吹奏楽を指揮することが多い中で、ハイドンのミサ曲の演奏に力を入れた。アメリカ、ハワイ、中国、カナダ、オーストリア、ウィーン、ドイツなど海外公演もこなし、国際的な活躍もみせた。

## 略歴
京都府京都市西本願寺前の念珠屋「伊吹新八商店」八代目として生まれる。立命館大学専門部法政科卒業後、同大学法学部へ進学。在学中に立命館大学メンネルコール、立命館大学混声合唱団メディックス、立命館大学交響楽団を創部。京都市役所渉外課に依頼され、マシュー・リッジウェイ第8軍司令長官宅でクリスマス・キャロルを演奏する。
大学卒業後、社会科教諭になるも音楽の志を捨てがたく、京都市立音楽短期大学（京都市立芸術大学)に進学し、斎藤秀雄に指揮法を師事(同じ門下生に小澤征爾・山本直純たちと習う)。関西における唯一の門下生。
卒業後、京都府立城南高等学校の音楽教諭、京都市立堀川高等学校音楽科分校（堀音）の音楽教諭、副校長を経て(佐渡裕などを教える)、京都市立芸術大学、大阪芸術大学、奈良教育大学大学院などの講師を歴任。
その他に京都市交響楽団（京響）、京都市民管弦楽団名誉指揮者、京都楽友合唱団名誉指揮者、京都大学音楽研究会ハイマート合唱団常任指揮者、宇治市民混声合唱団常任指揮者、第43回国民体育大会音楽監督、京都市民オーケストラ名誉指揮者、京都市芸術文化協会評議員、京都市音楽芸術振興財団評議員。京都市下京区文化談話会会長、京都音楽文化協議会理事、京都会館(現：ロームシアター京都)のこけら落とし公演の合唱指揮者、NHK全国学校音楽コンクールの審査員などを歴任した。
社歌、校歌、下京区の歌など作曲も行った。
2012年7月26日、急性大動脈解離のため死去。

## 主な受賞歴
- 京都市芸術奨励賞
- 京都市教育功労賞
- 藤堂音楽賞
- 京都市自治百周年表彰
- 宇治市地域社会貢献者（音楽振興）表彰